# 土耳其里拉币制改革
新土耳其里拉（Yeni Türk Lirası，简称为YTL）是土耳其与北賽普勒斯土耳其共和國的法定货币，ISO 4217代號為TRY。因原先的土耳其里拉面值太大，造成使用不便、货币贬值等因素，遂进行货币改革。2005年元旦起新土耳其里拉取代旧有土耳其里拉，但旧货币仍流通至2005年底。
發行紙幣面額有：100 YTL、50 YTL、20 YTL、10 YTL、5 YTL、1 YTL；硬幣有：1 YTL、50 YKr、25 YKr、10 YKr、5 YKr、1 YKr。正面皆為土耳其國父凯末尔肖像。
自2009年1月1日起， 「新」（Yeni) 從第二代土耳其里拉的名字去除，其官方名稱再度成為「土耳其里拉」(Türk Lirası)，紙幣、硬幣皆被重新印製。